# 마이클 스틸
마이클 스틸(Michael Steele, 1955년 6월 2일 ~ )은 미국의 가수이다.